# Mikroregion Holešovsko
Mikroregion Holešovsko je sdružení právnických osob v okresu Kroměříž, jeho sídlem je Holešov a jeho cílem je podpora cestovního ruchu, dopravy, regionálního rozvoje, sociální infrastruktury a životního prostředí. Sdružuje celkem 20 obcí a byl založen v roce 1999.

## Obce sdružené v mikroregionu
- Holešov
- Bořenovice
- Horní Lapač
- Jankovice
- Kostelec u Holešova
- Kurovice
- Lechotice
- Ludslavice
- Martinice
- Míškovice
- Němčice
- Pacetluky
- Prusinovice
- Přílepy
- Roštění
- Pravčice
- Rymice
- Třebětice
- Zahnašovice
- Žeranovice